# Caso Costela
O Caso Costela refere-se ao assassinato do cachorro Costela ocorrido em 15 de janeiro de 2022, na cidade de Rio Grande, no Rio Grande do Sul. O cão foi morto a pauladas por Washington Álvaro de Oliveira, servidor público municipal, em uma garagem coletiva localizada na Rua Benjamin Constant.
Após investigações, Washington Oliveira foi condenado a 6 anos, 3 meses e 18 dias de reclusão pelo crime de maus tratos.
O crime teve lugar 4 anos após o Caso Manchinha, que teve repercussão nacional e internacional.

## Contexto e desdobramentos
Costela era um cão da raça Buldogue, cuja morte teria sido motivada pelos barulhos que ele produzia no âmbito da garagem coletiva onde foi espancado. O animal não resistiu aos ferimentos e sua morte foi amplamente descrita como um ato de crueldade contra os animais.
O autor do crime foi preso após investigações que subsidiaram uma denúncia do Ministério Público do Rio Grande do Sul, a qual foi acatada pela Justiça Estadual.

### Repercussão
Quando a notícia da morte do cachorro se espalhou online, vários artistas, parlamentares e membros da sociedade civil reagiram com indignação. Na internet, muitos compararam a história de Costela com casos de maus tratos a outros cães, como o caso Manchinha, que envolveu um cachorro de rua que morto no dia 28 de novembro de 2018, após ser envenenado e espancado até a morte.
Moradores locais e lideranças de movimentos sociais realizaram uma manifestação após a repercussão do crime.